# Cornigomphus
Cornigomphus is een geslacht van echte libellen uit de familie van de rombouten (Gomphidae).

## Soorten
- Cornigomphus guineensis Martin, 1907
- Cornigomphus mariannae (Legrand, 1992)